# 石谷正宇
石谷 正宇（いしたに まさひろ）は、日本の生物学者。島根大学生物資源科学部嘱託講師。

## 来歴
1995年3月に、鳥取大学大学院連合農学研究科博士課程を修了し、博士（農学）を取得。
農薬メーカー社員、環境コンサルタント会社部長、純真短期大学講師、大阪府立大学大学院客員研究員、広島大学大学院リーディングプログラム教育研究推進員、学校法人ひらた学園IWAD環境福祉リハビリ専門学校副校長を経て島根大学嘱託講師となる。
日本環境動物昆虫学会評議員、環境カウンセラー（市民部門）、広島県環境保全アドバイザー、三次市希少動植物種選定委員会会長といった役職に就いており、技術士（環境部門）の資格も持つ。

## 著書
- 『野生生物保全技術』（第2版）海游舎、2007年8月1日。ISBN 978-4905930495。
- 『環境アセスメントと昆虫』北隆館〈環境Eco選書〉、2012年7月17日。ISBN 978-4832607279。

## 論文
- 山内健生・石谷正宇 (2020) 富山県の山地においてマレーズトラップで捕獲されたゴミムシ類. 昆蟲（ニューシリーズ）, 23(4): 132-138.[3]